# Anstalten Umeå
Anstalten Umeå är en kriminalvårdsanstalt av säkerhetsklass 2 som ligger i utkanten av centrala Umeå.

## Historia
Anstalten Umeå byggdes 1981 och ersatte då det gamla länscellfängelset i Umeå. Den nya anstalten byggdes till 1983 och hade fram till 1998 en kvinnoavdelning.

## Sysselsättning
Anstalten Umeå har motionshall, lokal för frisksport, bastu, biljardrum och bibliotek. Anstalten besöks regelbundet av frivilligorganisationer. Sysselsättningen består i mekanisk och träteknisk verkstad, förpackningsarbete, tvätt, städ och kökshandräckning. Intagna som har behov av studier kan studera grundämnen som svenska, matematik och engelska.
På anstalten finns programmen Brotts-Brytet, Våga Välja, BSF och återfallspreventionsprogrammet m.fl. Alla intagna lämnar regelbundet urinprov för kontroll av drogfrihet och personalen visiterar dagligen bostadsrum och andra utrymmen för att kontrollera att det inte förekommer droger på anstalten. I detta arbete används även narkotikahund.